# Жёлтая линия (Дели)
Жёлтая линия (хинди येलो लाइन) — вторая линия Делийского метрополитена. Первый участок «Вишвавидали» — «Кашмири Гейт» был открыт 20 декабря 2004 года. Сегодня длина линии составляет 49,3 км, в её составе — 38 станций, целиком расположенных на правом берегу реки Джамна. Жёлтая линия в центре проходит под землёй, а на окраинах — преимущественно на эстакадах. Она связывает Северный, Северо-Западный, Центральный и Южный округа Дели и город Гургаон. На схемах обозначается жёлтым цветом и номером 2. Также является второй по протяженности линией Делийского метрополитена после Синей. На шести самых загруженных станций установлены автоматические платформенные ворота.

## История
| Дата            | Участок                            | Длина, км | Станций |
| --------------- | ---------------------------------- | --------- | ------- |
| 20 декабря 2004 | Вишвавидали — Кашмири Гейт         | 4         | 4       |
| 3 июля 2005     | Кашмири Гейт — Сентрал Секретэриат | 7         | 6       |
| 4 февраля 2009  | Вишвавидали — Джахангирпури        | 6,4       | 5       |
| 21 июня 2010    | Худа Сити Сентр — Кутуб Минар      | 14,5      | 9       |
| 26 августа 2010 | станция «Чатарпур»                 | 0         | 1       |
| 3 сентября 2010 | Сентрал Секретэриат — Кутуб Минар  | 12,5      | 9       |
| 10 ноября 2015  | Джахангирпури — Самаяпур Бадли     | 4,4       | 3       |
| Всего           | Самаяпур Бадли — Худа Сити Сентр   | 48.8      | 37      |

## Станции
Линия состоит из 37 станций, 20 из которых подземные, 1 — наземная, остальные расположены на эстакадах:
- «Самаяпур Бадли»
- «Рохини Сектор 18, 19»
- «Хайдерпур Бадли Мор»
- «Джахангирпури»
- «Адарш Нагар»
- «Азадпур» (пересадка на одноимённую станцию Розовой линии)
- «Модел Таун»
- «ДжиТиБи Нагар»
- «Вишвавидали»
- «Видхан Сабха»
- «Сивил Лайнс»
- «Кашмири Гейт» (пересадка на одноимённые станции Красной и Фиолетовой линий)
- «Чандни Чоук»
- «Чаври Базар»
- «Нью Дели» (пересадка на одноимённую станцию Аэропорт-Экспресса)
- «Раджив Чоук» (пересадка на одноимённую станцию Синей линии)
- «Патель Чоук»
- «Сентрал Секретэриат» (пересадка на одноимённую станцию Фиолетовой линии)
- «Удиог Бхаван»
- «Лок Калиан Марг»
- «Джор Багх»
- «ИНА» (пересадка на одноимённую станцию Розовой линии)
- «ЭЙИМС»
- «Грин Парк»
- «Хауз Кхас» (пересадка на одноимённую станцию Фиолетовой линии)
- «Мальвия Нагар»
- «Сакет»
- «Кутуб Минар»
- «Чатарпур»
- «Султанпур»
- «Гхиторни»
- «Арджан Гарх»
- «Гуру Дроначарья»
- «Сикандарпур» (пересадка на одноимённую станцию Гургаонского метрополитена)
- «ЭмДжи Роуд»
- «ИФФКО Чоук»
- «Худа Сити Сентр»

## Депо
Линия обслуживается двумя электродепо: «Кибер Пасс», расположенное рядом со станцией «Вишвавидали», и «Султанпур» — рядом с одноимённой станцией.